# Mikhail Kokorich
Mikhail Valeryevich Kokorich (en ruso: Михаил Валерьевич Кокорич) es un físico y empresario ruso. Ha fundado, en Rusia, EE. UU. y Europa, varias empresas activas en tecnologías aeroespaciales. Es más conocido como uno de los fundadores de Destinus, que desarrolló un avión de alta velocidad, un híbrido entre un avión y un cohete. Anteriormente, Mikhail Kokorich fundó y desarrolló varias empresas en la industria espacial, incluida Momentus, que cotizó en NASDAQ en el verano de 2021.

## Temprana edad y educación
Kokorich creció en Siberia. Estudió en el Centro Científico Educativo Especializado y en el Departamento de Física de la NSU. Terminó el Programa Ejecutivo de Stanford y tiene una maestría en administración de empresas de la Escuela de Administración de Moscú.

## Carrera
Fundó su primera empresa, Dauria, siendo estudiante en 1997. Esta empresa se especializó en el tratamiento de aguas industriales. Dauria brindó servicios de voladura a empresas mineras y de construcción y suministró reactivos químicos para energía, tratamiento de agua y procesamiento de madera.
Más tarde, comenzó a fundar empresas centradas en el espacio y la tecnología, como Dauria Aerospace, Astro Digital, Momentus Space y Destinus.[4] En 2004, Kokorich fundó Chudodom, una cadena de tiendas minoristas de mercancías nacionales. En 2009, Chudodom se fusionó con el competidor Yuterra, con sede en Lipetsk, formando la empresa nacional de mercancías más grande de Europa del Este. En 2013, Kokorich vendió sus acciones en la empresa fusionada a otros accionistas.
En 2010, Kokorich compró Technosila, una de las mayores cadenas de electrónica y electrodomésticos, tras la crisis de 2008. En 2012, tras la recuperación y reestructuración financiera, Kokorich vendió Technosila para desarrollar su nueva empresa, Dauria Aerospace. En 2011, Kokorich fundó Dauria Aerospace, con sede en Múnich y filiales en Mountain View y Moscú. En 2013, la empresa recaudó 20 millones de dólares de I2BF Global Ventures. Entre 2014 y 2017, la empresa lanzó cinco satélites. En 2015, todas las actividades de Dauria Aerospace fuera de Rusia se detuvieron debido al deterioro del clima de inversión y la situación geopolítica. Kokorich dejó Dauria Aerospace en el mismo año y cofundó Astro Digital, desarrollando satélites para DARPA y clientes comerciales.

### La aventura aeroespacial
En 2017, Kokorich fundó la empresa de transporte espacial Momentus en Santa Clara, California, y es autor de muchas de las patentes de la empresa. Momentus se convirtió en uno de los alumnos más exitosos de Y Combinator y ganó el premio iTech de la NASA en 2019. Momentus recaudó de forma privada $ 143 millones y se hizo público en agosto de 2021, recaudando $ 247 millones en una oferta pública inicial. 
En enero de 2021, Momentus Space intentó cotizar en bolsa en NASDAQ, pero la salida a bolsa de Momentus Space se retrasó debido a un conflicto con los reguladores de EE. rival", y bajo la ley de seguridad nacional de los EE. UU. tienen prohibido el acceso a la tecnología utilizada por Momentus, a pesar de que Kokorich es el desarrollador de la mayoría de ellos.
En enero de 2021, Kokorich se vio obligado a renunciar como director ejecutivo y miembro de la junta de Momentus debido a la presión del Departamento de Defensa de EE. UU. debido a su nacionalidad rusa.
En agosto de 2021, la SEC acusó a la empresa y a los gerentes, incluido Kokorich, de engañar a los inversores. Kokorich no estuvo de acuerdo con las acusaciones y afirmó que fue víctima de la mala aplicación de la política estadounidense contra los empresarios rusos. El nuevo director general de Momentus Space fue sucedido por John Rood, exfuncionario de defensa de EE. UU.
En 2021, Kokorich se mudó a Suiza y fundó Destinus para desarrollar hiperaviones impulsados por hidrógeno, híbridos entre un cohete y un avión para el transporte de carga entre continentes. Destinus tiene su sede en el cantón de Vaud y cuenta con oficinas en Múnich, Madrid y Toulouse. En noviembre de 2021, el primer prototipo, "Jungfrau30", realizó su vuelo inaugural. El propósito de esta prueba era ver cómo funcionaría la geometría de vuelo hipersónico a bajas velocidades durante las fases críticas de despegue y aterrizaje.
En 2022, Kokorich condenó la invasión rusa de Ucrania. Es uno de los rusos destacados que constituyen el Comité contra la guerra.